# Johann Heinrich Jung-Stilling

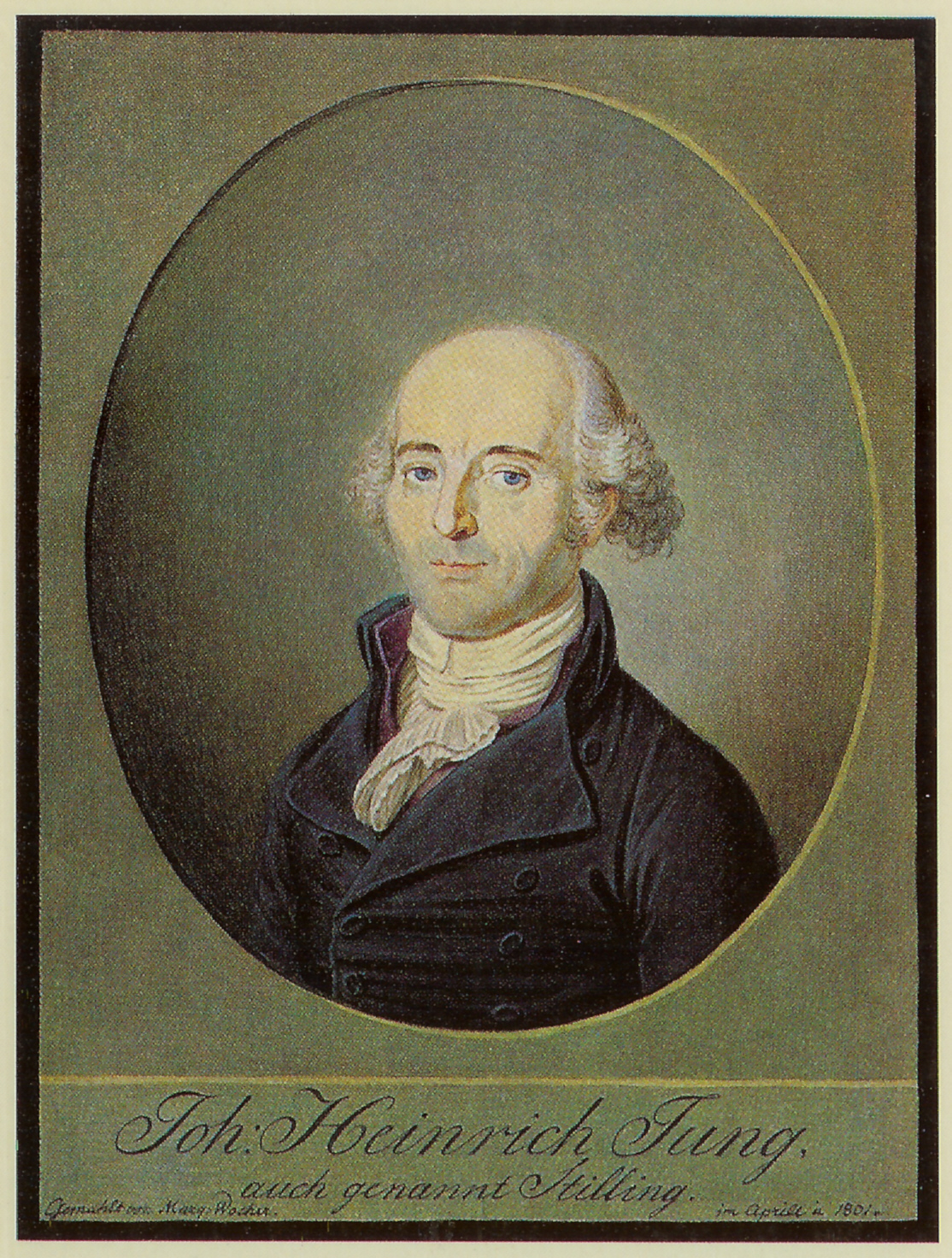
Johann Heinrich Jung, 1801.

Johann Heinrich Jung (kallad Jung-Stilling), född 12 september 1740 inom Nassaus område, död 2 april 1817 i Karlsruhe, var en tysk mystik skriftställare.

## Biografi
Jung var född av fattiga föräldrar. Efter att först varit kolare och därefter skräddare blev han, sedan han på egen hand skaffat sig kunskaper, huslärare. Sedermera studerade han medicin i Strassburg, där han kom i närmare förbindelse med Goethe. Efter en tid som praktiserande läkare i Elberfeld anställdes han som lärare vid kameralskolan i Lautern och blev, när denna läroanstalt flyttades till Heidelberg, professor i lanthushållning där. År 1787 blev han professor i ekonomi och kameralvetenskap i Marburg, men återvände 1804 till Heidelberg som professor i statsvetenskap. Sina sista år levde han i Karlsruhe som badensiskt geheimeråd.
Uppfostrad i en pietistisk omgivning, mottog Jung därifrån intryck för livet, vilket visar sig i alla hans skrifter. Bland dessa kan först och främst nämnas hans självbiografier: Heinrich Stillings Jugend (1777), Heinrich Stillings Jünglingsjahre (1778), Heinrich Stillings Wanderschaft (1778), Heinrich Stillings häusliches Leben (1789) och Heinrich Stillings Lehrjahre (1804), vilka 1806 utgavs i en ny upplaga i fem band under titel: Heinrich Stillings Leben, eine wahre Geschichte. Samtidigt utgav han romaner med religiös prägel och tendens samt förtjänstfulla skrifter i kameralvetenskap. Åren 1793–1816 utgav han sina mystisk-spiritistiska skrifter (Der graue Mann, Theorie der Geisterkunde, Scenen aus dem Geisterreich med flera), vilka skaffade honom hans egentliga ryktbarhet, namnet svärmare och många motståndare. Personligen gav han intrycket av en from man med fast barnatro.  
Jung-Stillings bok Siegesgeschichte der christlichen Religion ("Den kristna religionens segerhistoria", 1806), en förklaring av Uppenbarelseboken, inverkade starkt på Gustav IV Adolf, som gjorde Jung-Stillings bekantskap i Karlsruhe 1804. I boken uttalar Jung-Stilling sin förvissning om att den yttersta domen är nära förestående. Hans uttalande att det stora vilddjuret i Uppenbarelseboken var en man som ville underlägga sig hela världen, började tydas som syftande på Napoleon. Den babyloniska skökan är för Jung-Stilling påvedömet i dess urartning, som enligt honom påbörjades år 1130. Genom att lägga till vilddjurets tal i Uppenbarelseboken, 666, får han på det viset året 1796, då påvedömets makt kunde tyckas vara bruten genom Napoleons besättande av Kyrkostaten. På det viset konstaterar han den ena symboliska innebörden efter den andra av Uppenbarelseboken.
I en annan bok profeterar han att år 1900 skulle den eviga fredens tid vara kommen. Svärd och kanoner skulle då blott vara museiföremål.
Hans Sämmtliche Werke utkom i ny upplaga 1843–1844, i tolv band. 
Jung-Stilling fick tusentals anhängare, som aktade på hans ord som på Bibeln. Här och där bildades sällskap av människor som väntade på Herrens ankomst, och många gav bort allt vad de ägde för att vara redo på den stora dagen.